# Campionati spagnoli di ski cross 2009
I Campionati spagnoli di ski cross 2009 si sono svolti a Sierra Nevada il 25 febbraio. Il programma ha incluso sia la gara femminile che la gara maschile. 
Trattandosi di competizioni valide anche ai fini del punteggio FIS, vi hanno partecipato anche sciatori di altre federazioni, senza che questo consentisse loro di concorrere al titolo nazionale spagnolo.

## Risultati

### Uomini
| Pos. | Atleta               | Nazione  |
| ---- | -------------------- | -------- |
| 1    | Robin Lenel          | Francia  |
| 2    | Christian Cretier    | Francia  |
| 3    | Patrick Gasser       | Svizzera |
| 4    | Thomas von Gunten    | Svizzera |
| 5    | Timothée Théaux      | Francia  |
| 6    | Sylvain Miaillier    | Francia  |
| 7    | Cristian Di Camillo  | Svizzera |
| 8    | Daniel Bohnacker     | Germania |
| 9    | Didrik Bastian Juell | Norvegia |
| 10   | Anselme Chatellard   | Francia  |
| 13   | Jose-Jeorge Ruiz     | Spagna   |
| 20   | Ulises Vidal         | Spagna   |
| 21   | Didac Battlo         | Spagna   |

### Donne
| Pos. | Atleta                | Nazione   |
| ---- | --------------------- | --------- |
| 1    | Sami Kennedy          | Australia |
| 2    | Chloe Georges         | Francia   |
| 3    | Fanny Smith           | Svizzera  |
| 4    | Theresa Huber         | Germania  |
| 5    | Anna Woerner          | Germania  |
| 6    | Alexia Millet-Gouchoe | Francia   |
| 7    | Cyinthia Zaragoza     | Spagna    |
| 8    | Marina Alonsl         | Spagna    |
| 9    | Anna Moland           | Norvegia  |
| 10   | Monica Bleda          | Spagna    |